# ATP German Open 1977
Il German Open 1977 è stato un torneo di tennis giocato sulla terra rossa. È stata la 71ª edizione del Torneo di Amburgo, che fa parte del Colgate-Palmolive Grand Prix 1977. Si è giocato al Rothenbaum Tennis Center di Amburgo in Germania, dal 9 al 15 maggio 1977.

## Partecipanti

### Teste di serie
| Nazionalità | Giocatore         | Ranking | Testa di serie |
| ----------- | ----------------- | ------- | -------------- |
| Argentina   | Guillermo Vilas   | 6       | 1              |
| Spagna      | Manuel Orantes    | 4       | 2              |
| Cile        | Jaime Fillol      | 24      |                |
| Francia     | François Jauffret | 26      |                |
| Italia      | Antonio Zugarelli | 30      |                |
| Ungheria    | Balázs Taróczy    | 31      |                |
| Italia      | Paolo Bertolucci  | 33      |                |
| Paraguay    | Víctor Pecci      | 34      |                |

### Altri partecipanti
I seguenti giocatori sono passati dalle qualificazioni:

- Vladimír Zedník
- František Pála
- Robin Drysdale
- Bob Carmichael
- David Schneider
- Álvaro Fillol
- Pavel Hutka

## Campioni

### Singolare
Paolo Bertolucci ha battuto in finale  Manuel Orantes con il punteggio di 6–3, 4–6, 6–2, 6–3.

### Doppio
Bob Hewitt /  Karl Meiler hanno battuto in finale  Phil Dent /  Kim Warwick con il punteggio di 3–6, 6–3, 6–4, 6–4.